# Godyris albinotata
Godyris albinotata är en fjärilsart som beskrevs av Butler 1873. Godyris albinotata ingår i släktet Godyris och familjen praktfjärilar. Inga underarter finns listade i Catalogue of Life.